# Scelio ceto
Scelio ceto är en stekelart som beskrevs av Mikhail Vasilievich Kozlov och Lê 1988. Scelio ceto ingår i släktet Scelio och familjen Scelionidae. Inga underarter finns listade i Catalogue of Life.